# إندغون برتقالي
إندغون برتقالي (الاسم العلمي:Endogone aurantiaca) هو نوع من الفطريات يتبع جنس الإندغون من الفصيلة الإندغونية.